# جسر الجواسيس (فلم)
جسر الجواسيس (بالإنجليزية: Bridge of Spies) هو فيلم درامي أمريكي من إخراج ستيفن سبيلبرغ وبطولة كل من توم هانكس، مارك رايلانس، أيمي رايان وألن ألدا صدر يوم 15 أكتوبر 2015 حاصل على جائزة الأوسكار لأفضل ممثل مساعد للممثل مارك رايلانس من أصل 6 ترشيحات في حفل توزيع جوائز الأوسكار الثامن والثمانون 

## القصة
يتناول الفيلم تناولا دراميا لقضية جاسوسية بدأت وقائعها عام 1957 حول محام من نيويورك متخصص في القضايا المتعلقة بالتأمنيات يدعى جيمس دونوفان (يجسد شخصيته توم هانكس يُختار من قبل وكالة الاستخبارات المركزية الأمريكية (C.I.A) للدفاع عن شخص يُشتبه في أنه جاسوس للاتحاد السوفيتي يُدعى رودولف آيبل (يجسد شخصيته مارك رايلانس). وآيبل هو فنان فاشل تلاحقه السلطات الأمريكية إلى أن يُعتقل في شقته بحي بروكلين، ويُزج به في السجن. ورغم أنه لا يوجد من يرى أن آيبل برئ، فإن دونوفان – على الأقل - يرى أن فيه جانبا إنسانيا، بينما تحتاج السلطات الأمريكية لأن تُظهر أن هذا المتهم ينال محاكمة عادلة. لكن دونوفان يرفض ببساطة اتباع الإجراءات القانونية المعتادة. وخلال المحاكمة، يخوض حربا من أجل تبرئة ساحة موكله، مُطالبا المحكمة بعدم الاعتداد بأدلة إثبات رئيسية في القضية بدعوى أن السلطات لم تحصل قط على أمر بالتفتيش.
وعندما يلاحقه أحد عناصر كمولاوالـ(سي آي أيه) و(الذي يجسد دوره سكوت شيبرد) ويوبخه، مُوضحاً له أن الأمر أكثر أهمية من أي محاكمة، يسخر منه دونوفان، شارحا موقفه في هذا الصدد بقوله إن ما يميز الولايات المتحدة عن سواها من البلدان يتمثل في استعدادها للعب وفقا للقواعد المتعارف عليها

## طاقم العمل
- توم هانكس بدور جيمس دونوفان
- مارك رايلانس بدور رودولف آبل
- أيمي رايان بدور ماري دونوفان
- ألن ألدا بدور توماس ويترز الابن
- أوستن ستيول بدور فرانسيس چاري بوارز

## الاستقبال النقدي
تلقى الفيلم مراجعات ايجابية كبيرة حيث حصل على 92% على موقع الطماطم الفاسدة بناء على 200 مراجعة

## الميزانية والإيرادات
بلغت ميزانية الفيلم حوالي 40 مليون دولار، وفي افتتاحيته في صالات السينما جمع الفيلم 15,3 مليون دولار (وهو الأضعف مقارنة بالأفلام الثلاثة السابقة التي تعاون فيها المخرج سبيلبرج مع الممثل توم هانكس (بدءا بفيلم إنقاذ الجندي رايان عام 1999، مرورا بفيلم أمسكني إن استطعت عام 2002، إضافة لفيلم The Terminal (المحطة) عام 2004)، وجمع 72.3 في شباك التذاكر الأمريكي، وبلغت إيراداته الإجمالية 165,478,348 $ في شباك التذاكر العالمي

## معرض صور

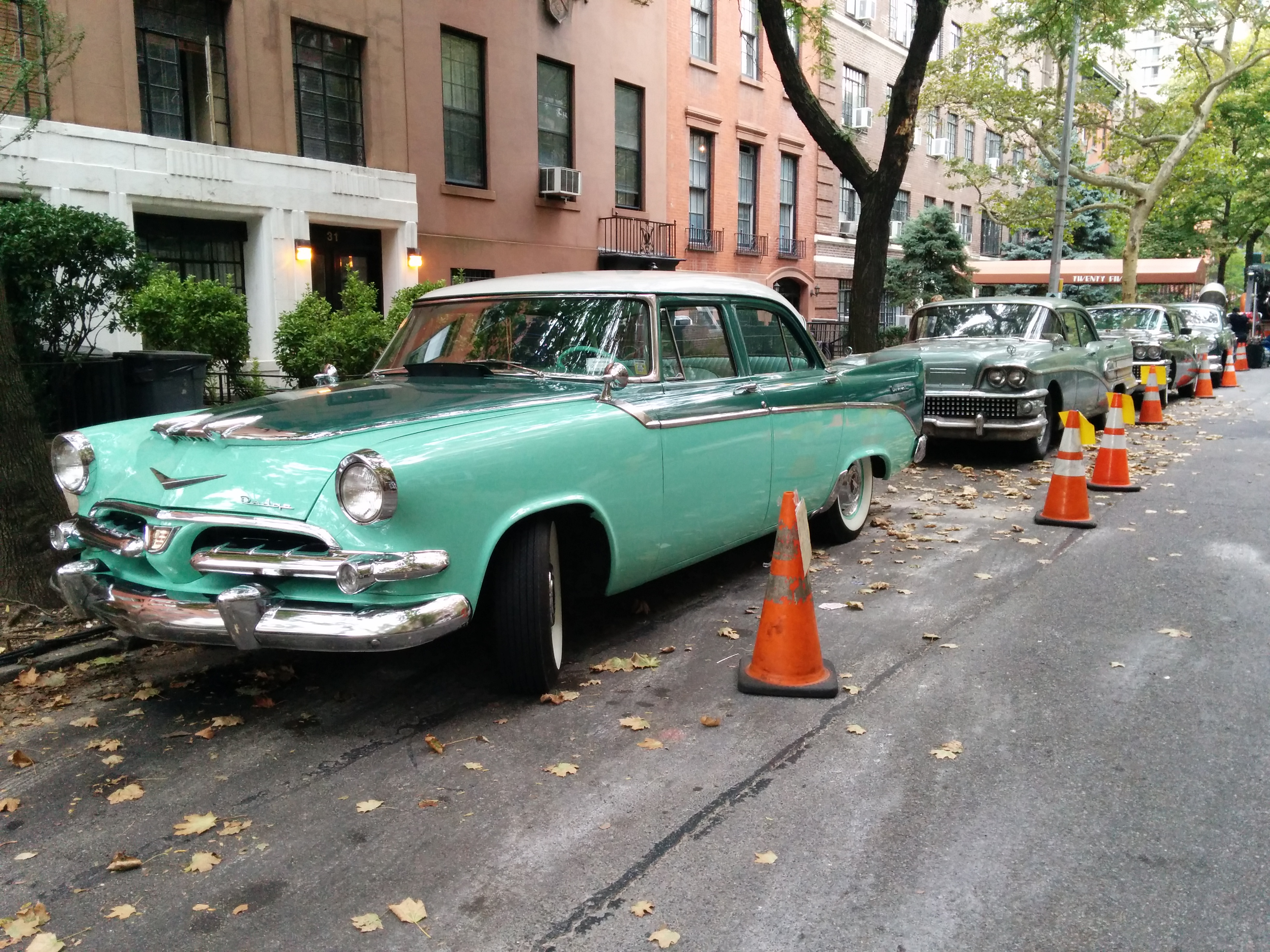
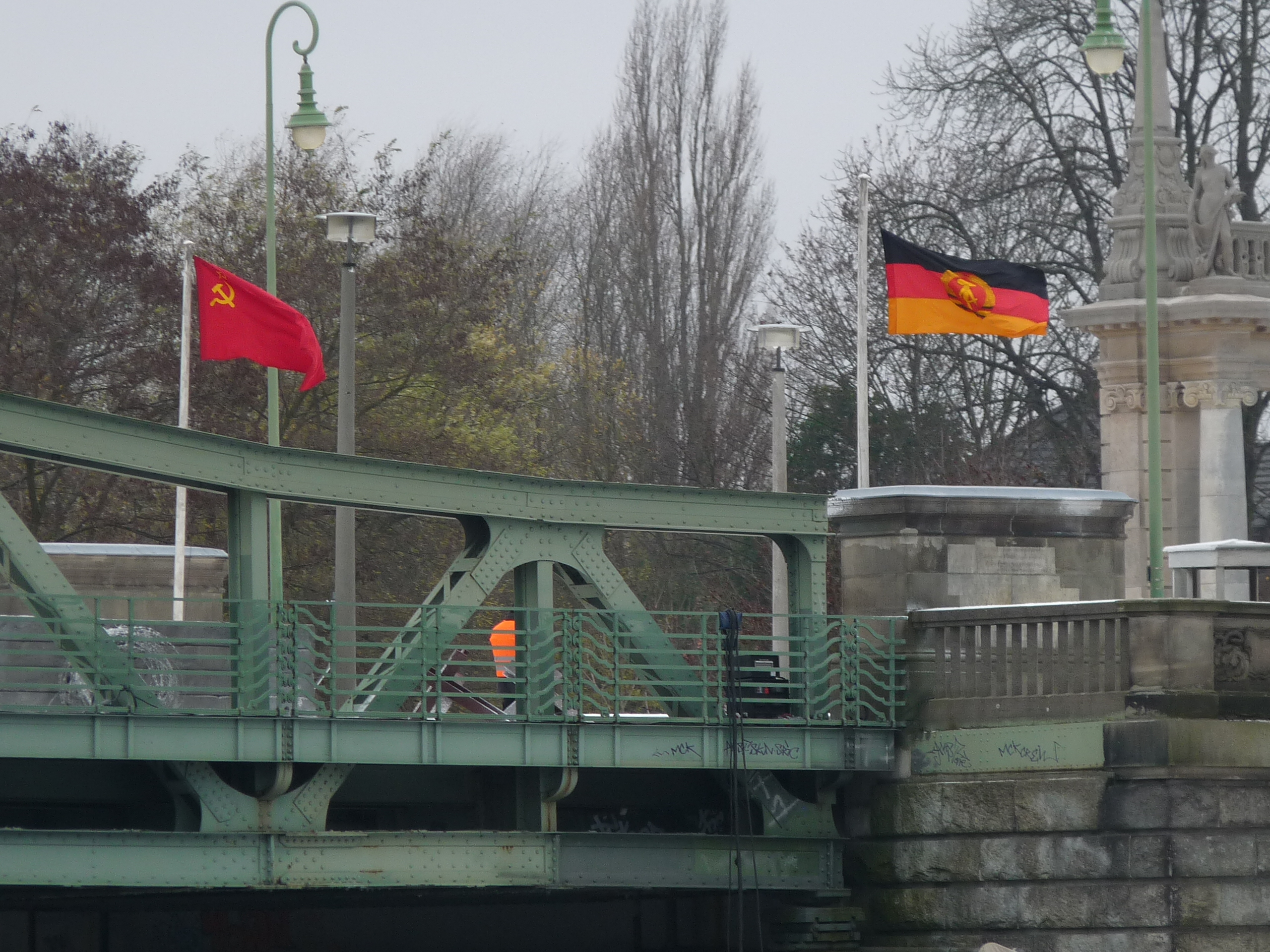
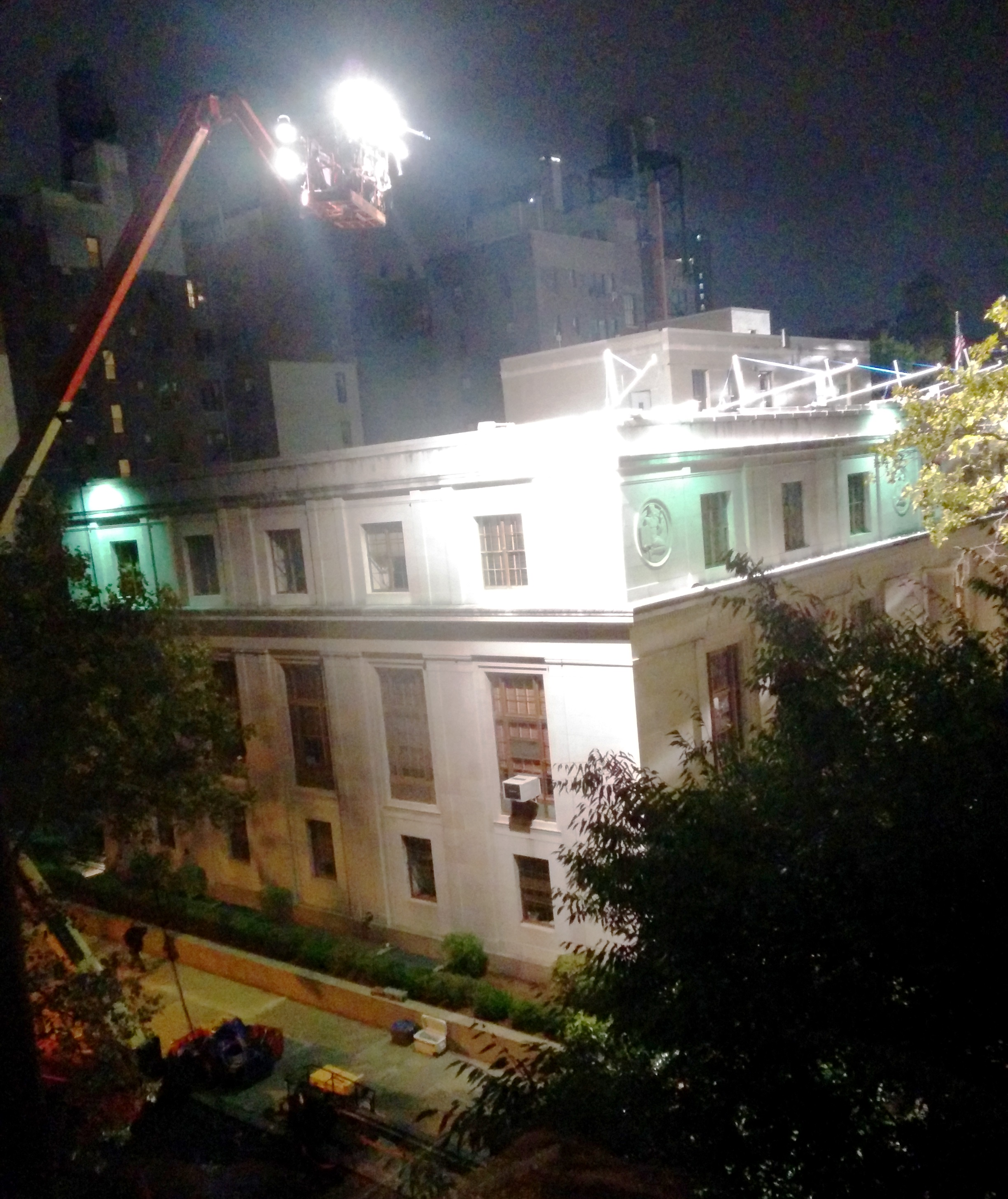

## روابط خارجية
- جسر الجواسيس على موقع IMDb (الإنجليزية)
- جسر الجواسيس على موقع ميتاكريتيك (الإنجليزية)
- جسر الجواسيس على موقع روتن توميتوز (الإنجليزية)
- جسر الجواسيس على موقع نتفليكس (الإنجليزية)
- جسر الجواسيس على موقع قاعدة بيانات الأفلام العربية
- جسر الجواسيس على موقع ألو سيني (الفرنسية)
- جسر الجواسيس على موقع Turner Classic Movies (الإنجليزية)
- جسر الجواسيس على موقع أول موفي (الإنجليزية)
- جسر الجواسيس على موقع بوكس أوفيس موجو (الإنجليزية)
- جسر الجواسيس على موقع فيلمافينيتي (الإسبانية)